# 支撑线
支撐線（Support Line），或稱支撐區，支撐位，為投資學技術分析名詞。
支撐位可作為投資行為中買進的參考點。只要把每一次的低點相連，即可形成其支撐線。當價格由高點跌至支撐位時（較現價為低的特定價格），便會得到有力阻擋而使其不致再下跌，因此觀察支撐位所在位置即可得到理想的買入點。
多頭（上漲）看支撐，空頭（下跌）看壓力。留意收盤價跌破或突破，趨勢可能反轉是出場（賣出／放空）或進場（買進／回補）的契機。

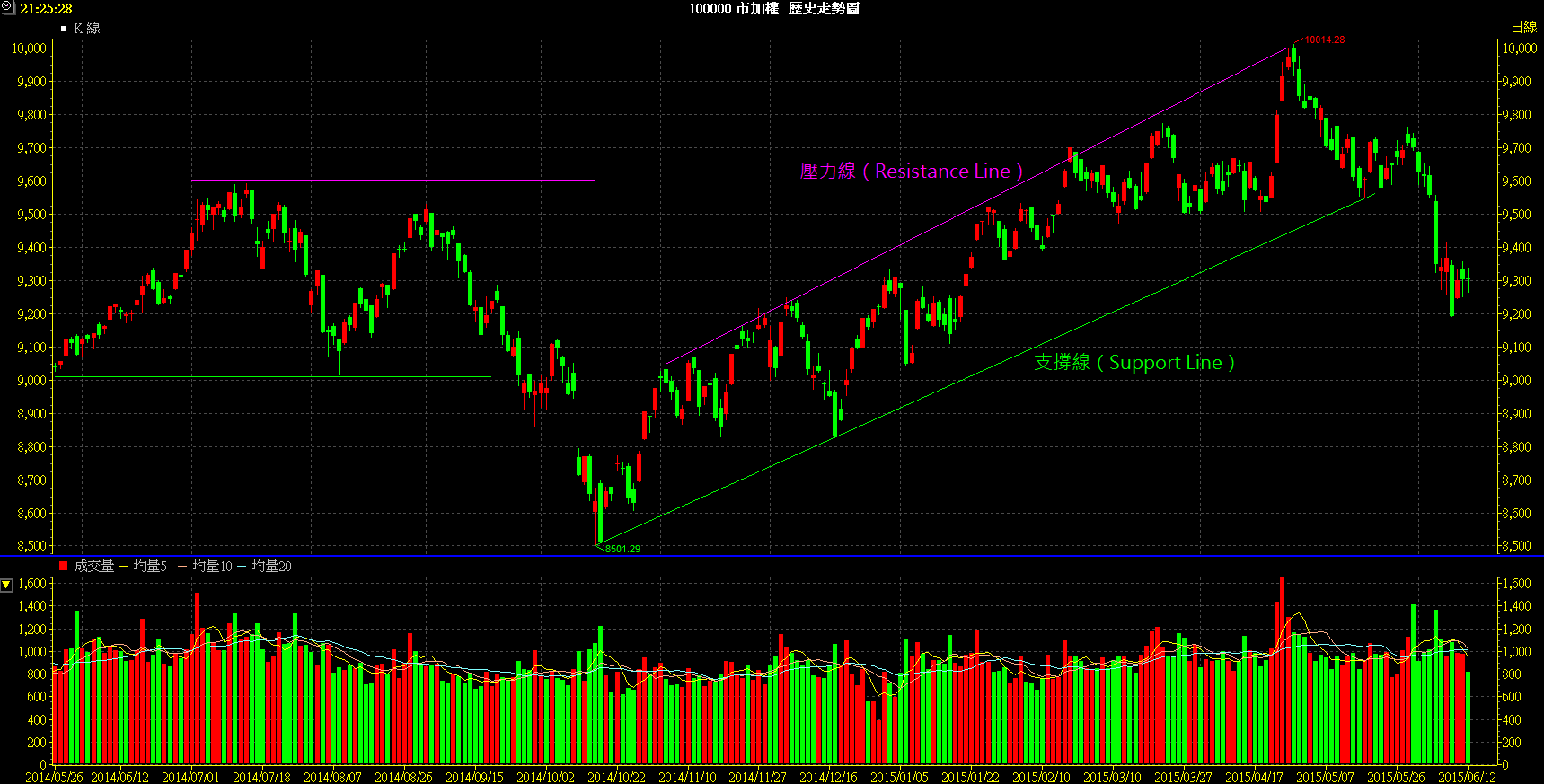
技術分析：壓力線與支撐線

## 內部連結
- 技術分析
- 壓力線